# Kim Jong-seok
Kim Jong-seok (koreanisch 김종석; * 1. Dezember 1994) ist ein südkoreanischer Fußballspieler.

## Karriere

### Jugendzeit
Ausgebildet wurde er in der U-18-Mannschaft von Pohang Steelers. Dort war er von 2010 bis 2012. Anschließend ging er auf die Sangji Universität von 2013 bis 2015. Nach seinem Ausbildungsende ging er zurück zu den Pohang Steelers.

### Fußball-Karriere in Südkorea
Kim Jong-seok absolvierte in seiner Zeit von 2016 bis 2017 bei den Pohang Steelers nur zwei Ligaspieleinsätze. Nach Saisonende 2017 wechselte er zu Ansan Greeners FC in die Zweite Liga.